# Bitwa pod Wavre
Bitwa pod Wavre – bitwa stoczona 18 i 19 czerwca 1815 r. podczas 100 dni Napoleona, ostatniego etapu wojen napoleońskich.
Po bitwie pod Ligny Napoleon rozkazał marszałkowi Grouchy'emu, by ten ścigał Prusaków w celu uniemożliwienia im połączenia się z oddziałami Wellingtona. Po dotarciu 17 czerwca 1815 r. do Gembloux uznał, że wojska pruskie podzieliły się na dwie kolumny, z których jedna porusza się w stronę Ligny, a druga, silniejsza, którą postanowił zaatakować, w stronę Wavre. Jednakże armia pruska miała inne rozkazy. Większość żołnierzy wymaszerowała z Wavre w celu pomocy Wellingtonowi i w mieście pozostał jedynie oddział pod dowództwem gen. J. A. Thielmanna. 18 czerwca, około godziny 14, wywiązały się pierwsze walki.
III korpus francuski pod dowództwem gen. Vandamme'a uderzył na pozycje pruskie ulokowane przy mostach na rzece Dijle, nie zdołał jednak ich stamtąd odeprzeć. IV korpus, pod dowództwem gen. Gérarda miał zaatakować most pod miejscowością Bierges. I to natarcie załamało się. Wówczas Grouchy rozkazał ruszyć w górę rzeki, rozbił pod Limale niewielki oddział pruski i  opanowano Limelette.
19 czerwca Francuzi ponowili atak i około godz. 10 zmusili Prusaków, którzy wiedzieli już o wygranej w bitwie pod Waterloo, do odwrotu.